# Fosses de Paterna
Les fosses de Paterna són un conjunt de fosses comunes ubicades al cementeri de Paterna, a l'Horta Nord (País Valencià). En estes fosses hi ha soterrades 2.238 persones, entre pertanyents al bàndol republicà durant la Guerra Civil espanyola i represaliats durant la dictadura franquista, repartides entre 65 i 135 fosses. Es creu que s'hi ha soterrat entre un terç i la meitat de les víctimes de la repressió franquista al País Valencià. El lloc és conegut com a El Terrer o La Paredassa d'Espanya. El 94% dels soterrats a les fosses de Paterna eren valencians.

## Afusellaments
Els afusellaments a les fosses de Paterna van començar el 3 d'abril de 1939, dos dies després que Francisco Franco es proclamara vencedor de la Guerra Civil espanyola. Eixa zona estava situada prop d'una caserna militar adscrita a la localitat de Paterna. La paredassa era una muntanya de terra d'uns deu metres recolzada en una estructura de pedra que permetia disparar sense risc de perdre bales. Se situava a tan sols 300 metres en línia recta del cementeri. Les darreres execucions es varen dur a terme el novembre de 1956. Els afusellaments massius se solien fer a les sis de la vesprada després del toc d'oració. Alguns dels familiars sabedors d'eixos afusellaments, gràcies a avisos clandestins eixits de la presó, es concentraven prop de la paredassa en el moment de l'execució. La gran majoria dels afusellats eren soterrats en fosses comunes, puix la majoria de les famílies no tenien nínxols, amb una capa de calç viva i una altra de terra. Els trets se sentien en les cases més properes al cementeri perquè era bastant proper al nucli urbà.

## Llista de fosses
Encara que es calcula que hi podria haver entre 65 i 135 fosses comunes a Paterna, sols consta que vint-i-dues han estat obertes o bé se n'ha estudiat la possibilitat, que són les que es detallen en esta llista.

### Fossa 21
En la fossa 21 del cementeri de Paterna hi ha un total de 78 cossos de persones afusellades entre el 15 i el 21 de juliol de 1939, pocs mesos després de l’ocupació de València pels militars franquistes. El 14 de desembre 2020 es va fer públic que se n'exhumarien els cossos, gràcies a una demanda de l'ajuntament de Quart de Poblet. En esta fossa hi ha setze persones d'Ontinyent, dotze de València, onze de Bocairent, nou de Quart de Poblet, quatre d'Alfara del Patriarca, tres de Catarroja (les úniques tres dones de la fossa), dues de Castelló de la Plana, dues de Madrid, una de Cartagena, una de Còrdova, una de Mislata, una de Vila-real, una de Benicarló, una de Badajoz, una de Paterna, una de Caravaca de la Cruz, una de Tavernes Blanques, una d'Albacete, una de Beas de Segura, una de Calles, una d'Alcàsser, una de Bugarra, una de La Llosa del Bisbe, una de Manises, una de Carlet, una de Torrent i una de Picassent. Per a desenvolupar este projecte i exhumar les víctimes la Generalitat Valenciana invertí 157.537 euros.
Durant els primers mesos del 2021, després que s'obrira la fossa, l'Associació de Familiars de Víctimes de la Fossa 21 començà una recerca per a trobar familiars dels soterrats en la fossa 21, sobretot a través de les xarxes socials i de les pàgines grogues. A data del 28 de febrer de 2021 es trobaren una quinzena de descendents dels afusellats, i el 21 de març de 2021 ja van ser d'almenys la meitat dels represaliats, principalment a través d'internet. La fossa s'obrirà l'abril de 2021.

### Fossa 22
En la fossa 22 pareix que hi podrien haver hagut 38 o 54 cossos. Les tasques d'exhumació començaren en 2018 i es trobaren que hi havia 33 cossos soterrats, afusellats el 28 de juliol de 1939. L'1 de març de 2020 es lliuraren les restes de set dels nou cadàvers que pogueren ser identificats. Entre els soterrats es creu que hi podria haver el darrer batlle republicà de Xàtiva, Jovino Fernández Díaz. Molts dels afusellats eren de Xàtiva, Iàtova, Alberic, Carlet i l'Alqueria de la Comtessa.
En febrer de 2019 es presentà el documental Les llavors que van créixer. Fossa 22. La pel·lícula recorre tot el procés d'exhumació dels 38 cossos que finalment es van trobar a la fossa 22, però posa l'accent en com les diverses generacions de les famílies afectades «han transmés la memòria i les idees per les quals van morir els seus familiars», indicava Sergi Tarín, codirector del film juntament amb Óskar Navarro. Les llavors que van créixer. Fossa 22 va començar a gravar-se a finals de febrer de 2018, moment en què l'equip d'Arqueo-Antro va començar a alçar la terra de la zona, un lloc on hi ha també les fosses 94, 113, 115, 87, 126, 92, 112, 82, 91, 127 i 128; forats al fons dels quals hi ha persones assassinades, cobertes de calç viva i posteriorment sepultades. La cinta acaba amb l'exhumació total i les filles, netes i rebesnetes entrant dins del clot on durant 79 anys van romandre oblidats pels governs els cossos sense vida. El documental es dugué a terme amb el suport de la Diputació de València.

### Fossa 33
En la fossa 33 s'hi busca Manuel Hernández, veí de Carlet afusellat el 28 de juliol de 1939.

### Fossa 74
En la fossa 74 s'hi espera trobar la resta de cadàvers de la "Causa Benifaió", que no es van trobar en les fosses 81, 82, 91, 91-B i 92. S'esperava que els treballs començaren en 2018, però encara roman a l'espera de ser oberta malgrat la lluita dels familiars.

### Fosses 81 i 82
Es creia que en estes fosses hi podria haver un total de 20 cossos. Les tasques d'exhumació van començar el 18 d'abril de 2017 i van acabar el 9 de maig del mateix any amb la troballa d'un total de dos cadàvers procedents de Benifaió i de l'Alcúdia.

### Fosses 91, 91-B i 92
L'Ajuntament de Paterna autoritzà les tasques d'exhumació de les fosses 91 i 92 el 26 de juliol del 2017. L'objectiu era localitzar els cossos de 20 represaliats del franquisme de Benifaió, Alginet, Carlet, Oliva i l'Alcúdia que, d'acord amb els documents escrits, es pensava que es trobarien en la fossa 82 de la mateixa necròpolis. Eixes víctimes del franquisme, afusellades entre el 27 i el 29 de juliol de 1939, són les conegudes com a "Causa Benifaió". En la fossa 91 i 91-B (descoberta durant l'obertura de la fossa 91) s'hi va trobar quatre caixes amb restes òssies. En la fossa 92 es van poder exhumar 9 cadàvers.

### Fossa 94
La fossa 94 fou oberta el 18 de juliol de 2018 i s'hi trobarien víctimes d'Aiora, la Font de la Figuera, Bocairent, Ontinyent, Sagunt, Camporrobles, Xest, Xàtiva, Sollana, L’Alcúdia, Alginet, La Pobla Llarga, Rafelguaraf, Bugarra, El Villar, Xera, Ademús, la Pobla de Sant Miquel, Almussafes, Cullera, Massamagrell, Alaquàs, Albal, Alcàsser, Aldaia, Catarroja, Manises, Albacete, Barcelona i Madrid, víctimes afusellades els dies 6, 8 i 9 de novembre de 1939. Estes obres foren finançades per la Diputació de València amb un pressupost de 626.000 euros. Finalment es van trobar una seixantena de cadàvers.

### Fossa 100
El 28 d'octubre de 2019 començaren les tasques per a exhumar els cadàvers de 28 llauradors de la Safor, concretament de Gandia, Oliva, Piles, Xeraco, Xeresa i Xàtiva. Estes persones van ser afusellades el 2 de novembre de 1939.

### Fossa 111
El 13 de maig de 2020 s'iniciaren les tasques d'exhumació i es considera que hi hauria 149 víctimes. En esta fossa es van inhumar tres saques pràcticament completes corresponents als afusellaments ocorreguts el 27 de març, el 6 d’abril i l’1 de maig de 1940. En total van ser 153 les víctimes dels afusellaments, però dues d’elles van ser tretes el mateix dia pels familiars i inhumades en nínxols individuals i altres dues es van depositar en la fossa 102. Els cossos que es creuen que hi havia eren de Albaida, Alberic, Alcàsser, Algemesí, Almussafes, Aiora, Bellreguard, Benaguasil, Bétera, Bugarra, Burjassot, Carlet, Castelló de Rugat, Canals, Caudete de las Fuentes, Cullera, Énguera, La Font de la Figuera, Gandia, Gilet, Guadassuar, Llíria, Manises, Marines, Moixent, Oliva, Ontinyent, Paiporta, Pedralba, La Pobla Llarga, La Pobla de Vallbona, Puçol, Rafelbunyol, Rafelcofer, Requena, Riba-roja de Túria, Rugat, Sagunt, Silla, Sollana, Sueca, Tavernes Blanques, Tavernes de la Valldigna, Torrent, Toixa, Utiel, València, Villargordo del Cabriel, Xàtiva, Xest, Benicàssim, Castelló de la Plana, la Romana, Barcelona, Bilbao, Madrid, Màlaga, El Pedroso, San Clemente i Iecla. El 30 de maig ja es van trobar 11 cadàvers i l'1 de setembre ja s'havia tancat la fossa després d'extreure-hi tots els cadàvers amb èxit.

### Fossa 112
L'Ajuntament de Tavernes de la Valldigna impulsà l'obertura d'esta fossa; s'hi van soterrar dues saques que corresponen als represaliats afusellats els dies 30 de novembre i 9 de desembre de 1939. El 20 d'agost de 2018 començaren els treballs d'exhumació. El 4 de setembre ja es trobaren els primers 10 cossos. Es trobaren 98 cadàvers, tots els previstos inicialment. Entre els objectes trobats, sobretot en la primera saca, destaquen roba dels represaliats (camises, pantalons, faixins…), cartes, retallades de periòdics i també elements més comuns com a sivelles, botons, carteres, tabaqueres, cordes d’espart o projectils.

### Fossa 113
En esta fossa es va soterrar la saca que correspon als 55 represaliats afusellats el 18 de gener de 1940 i a diversos represaliats de les saques del 27 de març de 1940 i del 19 de setembre de 1941. També s'obrí el nínxol 45 del pati inferior d'este cementeri, on hi havia un dels integrants de la saca del 18 de gener. Es trobaren 49 cossos en la fossa 113 i un cos en el nínxol 45, però sols es pogueren identificar 5 cadàvers. Es construí un mausoleu d'homenatge; l'obra, finançada per la Diputació de València amb un pressupost de 30.000 euros, té una superfície de 3,1 per 3,4 metres
El 13 de desembre de 2019 s'estrenà en À Punt Mèdia el documental 113, un film que narra la lluita dels familiars dels soterrats en esta fossa. Este film es va produir amb el patrocini de l'Ajuntament de València, impulsat per la regidora de Compromís Glòria Tello Company.

### Fossa 114
En la fossa 114 hi ha soterrades 196 o 197 persones, afusellades entre el maig i el juny de 1940. Se la coneix com a «la fossa de la cultura» pel gran número d’artistes, periodistes, pintors o humoristes represaliats. Esta fossa s'obrí el 3 de maig de 2021 en una obertura impulsada per la Diputació de València i l'Associació de Familiars de Víctimes de la Fossa 114 de Paterna. En esta fossa hi ha els cadàvers dels editors i dibuixants de l'antiga revista satírica La Traca, Carlos Gómez Carrera i Vicent Miguel Carceller, el secretari de l'Ateneu Mercantil de València Isidre Escandell i Úbeda, el magistrat de l'Audiència Provincial de València Luis Cisneros o els alcaldes de Foios i Godella.

### Fossa 115
En esta fossa es van soterrar diverses saques que corresponen als represaliats afusellats els dies 19 i 23 de desembre de 1939 i 8 de març de 1940, que suposà trobar un màxim de 157 cadàvers. D'estos 157 se'n van trobar 144 i l'estudi genètic donà com a resultat la identificació d'11 persones. En esta fossa del cementeri de Paterna s'hi trobaren represaliats de Aielo de Malferit, Albaida, Albalat de la Ribera, Albuixec, l'Alcúdia de Crespins, Alpont, Aiora, Alzira, Albal, Alberic, Bèlgida, Bellreguard, Benaguasil, Benifaió, Benigànim, Bétera, Bugarra, Burjassot, Bolbait, Bunyol, Camporrobles, Canals, Caudete de las Fuentes, Carcaixent, Carlet, Castelló de Rugat, Domenyo, el Puig de Santa Maria, Énguera, Gandia, la Font de la Figuera, Fuenterrobles, Llorca, Madrid, Molluela, Moixent, Montaverner, Nàquera, Navarrés, Oliva, l'Olleria, Ontinyent, Paiporta, Piles, la Pobla de Vallbona, la Pobla del Duc, Rafelcofer, Requena, Sagunt, Sollana, Sueca, Torís, Utiel, València, Vilamarxant, Villagordo del Cabriel, Xàtiva, Xeresa, Xest i Xirivella. Un dels soterrats en esta fossa és el besoncle de l'actual vicepresident segon del Govern espanyol, Pablo Iglesias Turrión. Les tasques d'exhumació començaren l'1 d'abril de 2019.

### Fossa 120
El dilluns 7 de setembre de 2020 van començar les faenes per a buidar la fossa 120, on s'hi podrien haver soterrat 17 cossos afusellats l'any 1940. La majoria d'estos són de Meliana, a l'Horta Nord, entre ells l'alcalde d'esta localitat durant la Guerra Civil. També hi ha víctimes de València, de Toledo i de Massamagrell. El procés d'identificació dels cadàvers es preveu que s'allargue fins a 2021.

### Fossa 126
Es preveu que s'obre la fossa 126 l'abril de 2021, puix és una de les més grosses de les que hi ha al cementeri de Paterna.

### Fossa 127
En esta fossa s'hi van soterrar tres saques que corresponen als represaliats afusellats el 13, 24 i 27 de juliol de 1940, que suposà trobar un màxim de 147 persones. Se'n trobaren 143 i se n'han pogut identificar 17. Els represaliats eren de Ademús, Albalat dels Sorells, Alcanyís, Aldaia, Alfafar, Alfara del Patriarca, Algemesí, l'Alqueria de la Comtessa, Alzira, Anna, Benaguasil, Benifaió, Benimàmet, Beniopa, Bétera, Bocairent, Burjassot, Calles, Camporrobles, Canals, Canet d'en Berenguer, Carcaixent, Carlet, Castelló de la Ribera, Còrdova, Cullera, Énguera, Figueroles, la Font de la Figuera, Fuenterrobles, Gandia, Manises, Massamagrell, Mislata, Montcada, Montserrat, Nàquera, Oliva, Ontinyent, Orellana la Vieja, la Pobla de Vallbona, la Pobla del Duc, Potries, Rafelbunyol, Rafelcofer, Requena, Riba-roja de Túria, Sagunt, Silla, Tavernes de la Valldigna, Terol, Toixa, València, Valle de Santa Ana, Venta del Moro, Vilamarxant, el Villar, Villargordo del Cabriel, Villasequilla, Vinalesa, Vinaròs, Xàtiva, Xeraco, Xirivella i Yeste. Les tasques d'exhumació començaren el 29 de maig de 2019.

### Fossa 128
En la fossa 128 s'hi soterraren sis saques: cinc d’elles corresponen als represaliats afusellats els dies 23 i 31 d’octubre de 1940, 14 i 31 de gener i 15 de març de 1941. Mai no s'ha sabut del cert la data de la sisena saca però és molt probable que siga de l'execució massiva del 14 de setembre de 1940. A data de 23 d'agost de 2018 ja es trobaren més de seixanta cossos, entre estos els de dues dones. Finalment s'exhumaren els 107 cadàvers previstos, però sols 10 d'ells s'han pogut identificar. Les víctimes de la fossa 128 eren de Alberic, Alcàsser, Alcoi, Algemesí, Alginet, l'Alqueria de la Comtessa, Alzira, Ares d'Alpont, Bellreguard, Benaguasil, Benavites, Beniaján, Benifairó de la Valldigna, Burjassot, Canals, Caudete de las Fuentes, Ciudad Real, Cogollos de la Vega, Cúllar-Baza, Cullera, Donostia, el Puig de Santa Maria, Faura, Gandia, Godella, l'Alcúdia, l'Alcúdia de Crespins, la Pobla de Farnals, la Pobla Llarga, Llíria, Llorca, Madrid, Manises, Massamagrell, Massanassa, Meliana, Miramar, Mislata, Moixent, Montcada, Montserrat, Montejícar, Navas de San Juan, Oliva, Onda, Ontinyent, Orcajo, Paterna, Pedralba, Picassent, Polinyà de Xúquer, Puçol, la Puebla de Almoradiel, Puertollano, Quart de Poblet, Requena, Riba-roja de Túria, Sagunt, Silla, Simat de la Valldigna, Sollana, Tavernes Blanques, Torrent, Utiel, València, Villargordo del Cabriel, Vinalesa, Xeraco i Xeresa. La Diputació de València finançà este projecte d'exhumació amb 200.000 euros.

### Fossa 147
En la fossa 147 sols hi hauria una persona. Esta persona seria de Meliana i la demanda d'obertura anà acompanyada amb la fossa 120; seria el catorzé dels afusellats de Meliana. El procés d'identificació dels cadàvers es preveu que s'allargue fins a 2021.